# C. B. Hudson

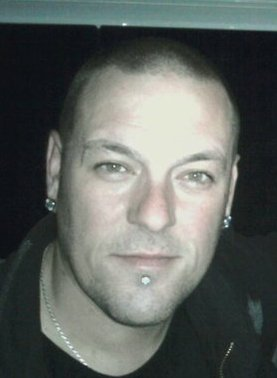
Charles Britton Hudson

Charles Britton "C.B." Hudson III (* 8. Oktober 1974 in Oklahoma City/Oklahoma)
ist ein US-amerikanischer Musiker, der seit 2000 bei Blue October Gitarre spielt.

## Leben
Hudson wuchs in Dallas auf und bekam seine erste Gitarre mit zehn Jahren. Als Kind war Hudson Fan von MTV und hörte gerne Musik von Heavy-Metal-Bands an. Beeinflusst wurde sein Musikstil von berühmten Gitarristen. Darunter zählen Steve Vai, Stevie Ray Vaughan, Joe Satriani und Eric Johnson. Später zählten die berühmte Jazzgitarristen Norman Brown und George Benson zu seinen Einflüssen. Hudson spielte in einer Jazzband, als er die Lake Highlands Highschool besuchte. Später zog Hudson nach San Marcos, wo er die Southwest Texas State University besuchte und dort 1999 seinen Abschluss in Psychologie erlangte.
Kurz nach dem Erreichen des Diploms in Psychologie entschloss Hudson auch seinen Abschluss in MBA zu machen, den er im Herbst 2000 bestand.

## Karriere
Im Oktober 2000 traf Hudson zufällig im Cafe Kismet Justin Furstenfeld von Blue October. Hudson nahm kurze Zeit später eine Demo auf und schickte sie zu Furstenfeld. Er wurde von der Band zum Vorspielen ein und wurde als Leadgitarrist zu einem Konzert eingeladen. Sein erstes Konzert fand am 9. Dezember 2000 in San Marcos statt. Im Herbst 2000 bestand Hudson sein Diplom in MBA und neun Stunden später ging er auf Consent to Treatment-Tour. Die CD Consent to Treatment verkaufte sich jedoch nicht gut, woraufhin Universal Records den Vertrag 2002 mit der Band auflöste. Darauf beschloss die Band die Tour ohne Label fortzusetzen. 2003 produzierte er das Album History for Sale. Dort kamen auch seine Heavy-Metal-Einflüsse im Song Somebody zum Einsatz, was der Band einen neuen Vertrag mit Universal verschaffte. Für das 2006 erschienene Album Foiled schrieb Hudson die Musik. Zurzeit plant Hudson ein eigenes, jazzbezogenes Musikprojekt, das Reflxblue heißen soll.